# Adrian Wojtkowiak
Adrian Wojtkowiak (6 de septiembre de 1998) es un deportista polaco que compite en esgrima, especialista en la modalidad de florete. Ganó una medalla de bronce en el Campeonato Europeo de Esgrima de 2022, en la prueba por equipos.

## Palmarés internacional
| Campeonato Europeo | Campeonato Europeo | Campeonato Europeo | Campeonato Europeo  |
| Año                | Lugar              | Medalla            | Prueba              |
| ------------------ | ------------------ | ------------------ | ------------------- |
| 2022               | Antalya (Turquía)  | Medalla de bronce  | Florete por equipos |